# Čadrg
Čadrg – wieś w Słowenii, w gminie Tolmin. W 2018 roku liczyła 49 mieszkańców.